# Der Besucher (1991)
Der Besucher ist ein Kinofilm des aus Israel stammenden Regisseurs Dror Zahavi, der mit den Mitteln des Surrealismus einen kritischen Blick auf die deutsche Wiedervereinigung wirft. Die metaphorische Schilderung eines Landes, das aus dem Gleichgewicht geraten ist, stellt den letzten Film der DEFA dar.

## Handlung
Der junge Israeli Leon reist kurz nach der Wiedervereinigung nach Deutschland. Ohne ersichtlichen Grund hält der Zug in einem unterirdischen Bahnhof. Die Reisenden müssen aussteigen und geraten in eine Art Mini-Gesellschaft, die von Langeweile und Angst beherrscht ist. Passiv ertragen die Gefangenen alle Drangsalierungen durch die Polizei und vertreiben sich die Zeit mit absurden Beschäftigungen. Leon irrt ratlos durch diese Szenerie, bis er durch einen – völlig unbewachten – Ausgang davongeht.

## Hintergrund
Der Film wurde von der Dror Zahavi Filmproduktion (Berlin) und dem Deutschen Fernsehfunk produziert und hatte am 18. Dezember 1991 im Berliner Kino „Odyssee“ im Zeiss-Großplanetarium Premiere; am 22. Dezember 1991 lief er erstmals im Deutschen Fernsehfunk, dessen Sendebetrieb Ende des Jahres eingestellt wurde.